# Andreaskathedraal (Kronstadt)
De Andreaskathedraal (Russisch: Андреевский собор) was een Russisch-orthodoxe kathedraal in de Russische stad Kronstadt (Russisch: Кронштадт). De kathedraal werd in 1932 door de bolsjewieken vernietigd.

## Geschiedenis
De kathedraal werd gebouwd in de jaren 1805-1817. Architect was Andrejan Dmitrijevitsj Zacharov, een Russische architect die de empirestijl vertegenwoordigde. De Andreaskathedraal werd een koepelkerk in classicistische stijl met een portaal van zes zuilen, een refter en een vier verdiepingen tellende toren met spits. In 1852 en 1872 werden er zijkapellen aan de kerk toegevoegd waardoor de kerk een kruisvorm kreeg. De inwijding van de kathedraal vond op 26 augustus 1817 plaats. In 1903 brachten tsaar Nicolaas II en tsarina Alexandra Fjodorovna, Maria Fjodorovna en andere leden van de keizerlijke familie met een groot gevolg een bezoek aan de kathedraal. Voor een lange tijd heeft Johannes van Kronstadt, een van Ruslands grootste heiligen, in deze kathedraal gewerkt. Na zijn overlijden bezochten drommen mensen de kathedraal om een glimp van de opgebaarde priester op te kunnen vangen.

## Sovjetperiode
In 1918 begon de vervolging van de geestelijkheid. Enkele jaren later, in 1922, werden de kostbaarheden van de kerk geconfisqueerd. Tijdens het neerslaan van de de opstand in Kronstadt tegen de bolsjewieken werd de toren van de kathedraal beschadigd. In de late jaren 20 voerden de bolsjewieken de druk op de kerk verder op, hetgeen uiteindelijk leidde tot sluiting van de kathedraal in december 1931. Voor korte tijd werd het gebouw gebruikt voor bedrijfsmatige doeleinden totdat de kathedraal in 1932 werd afgebroken. Op de plaats van de kerk kwam in 1955 een monument voor Lenin. Dit monument werd in 2001 verwijderd. Tegenwoordig staat op de plaats van de kathedraal een bescheiden monument.